# El periódico cinematógrafo
El periódico cinematógrafo fue un periódico colombiano que se publicó semanalmente en el 1908 y en el 1909. El director de este periódico  era Álvarez Jiménez, Manuel y colaboraba con  Adolfo D. Zapata como administrador. Las publicaciones solían estar compuestas por 4 páginas, divididas en series que determinaban el número de periódico que salía cada jueves. Este periódico aborda diferentes temas como la economía, la cultura, religión y temas controversiales.

## Contenido del periódico
Cuando escuchamos la palabra cinematógrafo podemos deducir que el periódico colombiano "Cinematógrafo" habla únicamente sobre el cine o temas relacionados con este. Sin embargo, su contenido se caracteriza por ser variado y diverso, con el fin de aportar a la cultura ciudadana. Temas como la agronomía, economía, religión, política, entretenimiento y temas controversiales son tratados en su contenido, el cual está dividido en diferentes columnas para facilitar su localización. Por otro lado, los anuncios, cartas y menciones son características de este periódico, donde si se deseaba mandar un mensaje o encargo, la mejor manera era añadiéndolo al artículo de la semana, sabiendo que esta información será leída por todos los ciudadanos de Bogotá que adquieran el periódico.
Columnas como "Moscas" son indispensables en su contenido al ser una sección que habla libremente sobre temas como el feminismo, violencia y tabús propios de la época; por otro lado, "Películas" es otra sección que hace parte del entretenimiento donde se da una breve reseña sobre creaciones audiovisuales debido al boom que tuvo el cine alrededor del mundo, sin dejar a la escritura atrás, ya que, también tenía contenido donde poemas y versos eran creados para darle emoción al lector e incentivarlos a que cada semana puedan continuar leyendo la historia, al nunca ser concluida en solo una publicación y acabando siempre en "(continuara)".

## Historia
De acuerdo con el Banco de la República Colombiana en la biblioteca virtual, en 1908 surgieron "publicaciones periódicas especializadas en indagar sobre la cinematografía como fenómeno artístico y comercial; entre estas se rastrean la revista “El Olympia” (1913), “El Cinema” (1914), “El Correo del Cine” (1914), “El Kine” (1914), “El Cine Gráfico” (1915), “Películas” (1916) y la revista “Cinematógrafo”, primera publicación sobre cine conocida en el país. El “Cinematógrafo” fue dirigida por Manuel Álvarez Jiménez y circuló semanalmente desde el 17 de septiembre de 1908. Esta publicación ofrecía un alto contenido cultural e informativo; en las secciones: “La semana recreativa”, “Notas sociales de arte y artistas” y “Cine de provincia” se daba cuenta de la cartelera cinematográfica, representaciones teatrales y la vida social artística". Tras pasar 115 años desde su primera aparición, esta obra periodística pasa a dominio público como patrimonio cultural colombiano.

## Descripción física

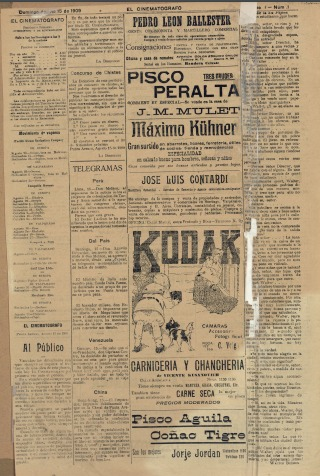

A pesar de que no se conoce las medidas exactas de este periódico se puede ver otras propiedades de estos ejemplares, los cuales tenían un formato impreso típico de la época, con páginas de papel, tipografía característica y de contenido impreso en tinta gracias a la imprenta. Además, tiene la particularidad de comenzar a presentar imágenes a partir del 31 de enero de 1909, donde se presentó el artículo número 19 de la segunda serie. En la portada del periódico, donde se ubicaba el título "Cinematógrafo" también se podía ver el director "Álvarez Jiménez, Manuel" y  un poco más abajo, se ubicaba el número de serie el cual determinaba la nueva edición según el año (1908 serie I, 1909 serie II),  acompañado de la fecha del día y por consiguiente el "número" el cual anunciaba el orden de impresión del periódico.

## Datos del Cinematógrafo

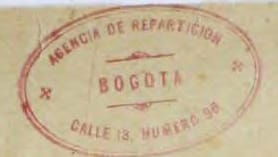

De la primera serie se tiene registrado 17 números. Este último número siendo publicado el 10 de enero de 1909. Luego se daría inicio el 17 de enero de 1909 con la sección dos en el número 18. 
Este periódico detuvo su publicación después del artículo publicado el 28 de febrero de 1909, este siendo el número 25 de la segunda sección, pero la retomó el 14 de octubre del mismo año. Esto hasta el último registro que se tiene de esta sección el cual llega hasta el número 27 de esta segunda sección del periódico, el cual fue publicado el 23 de octubre de 1909.

### Imprenta

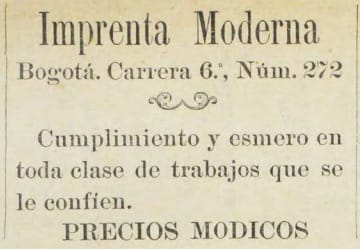

La imprenta del periódico Cinematógrafo, estuvo a cargo de tres entidades colombianas que tenían la función de imprimir todo artículo que se requiriera. Durante las primeras impresiones, la Imprenta Moderna de Bogotá fue la que tomó el papel de la divulgación del material, sin embargo, hubo una excepción en el número 6 del 25 de octubre de 1908, ya que ese día, el periódico fue impreso por la Imprenta El Correo Nacional, siendo bastante notorio al evidenciar el cambio de tipografías en los textos, incluyendo el título. Muy rara vez se veía la intervención de la Imprenta El Artista de Bogotá, sin embargo se logra identificar en el número 26 del 14 de octubre de 1909, pero a diferencia de la Imprenta El Correo Nacional, no realizó cambios en la estética del título distintivo del cinematográfico, pero, en su contenido si se nota ese cambio de esencia.

## Colaboradores
El Cinematógrafo tenía varios colaboradores que aportaron a cada una de las secciones del periódico y contaba además con muchas personas que ofrecían sus servicios y promocionaban sus negocios alrededor de todo el periódico. Haciendo referencia a los colaboradores en cuanto al contenido que se proporcionaba por el periódico podemos encontrar nombres como el de Mr. Álvarez J., M. A .J., Tuliu Fibres Cordero, Tomás Carrasquilla H., Joaquín Suárez R., Jorge Pombo, Moscardón, Soro Borda, José Fernández Bremón, Solimán, José Vicente Ballesteros, Francisco Molinos, Juan de Dios Escallón, Lord Byron.